# ۵۱۰ (میلادی)
۵۱۰ (میلادی) پانصد و دهمین سال تقویم میلادی است.

## درگذشتگان
‎